# توکوگاوا ایه‌ماسا
توکوگاوا ایه‌ماسا (به ژاپنی: 徳川 家正, Tokugawa Iemasa); ۲۳ مارس ۱۸۸۴ – ۱۸ فوریهٔ ۱۹۶۳) دیپلمات، و سیاستمدار اهل امپراتوری ژاپن در دوره تایشو و هفدهمین رهبر خاندان توکوگاوا بود.

### شمشیر هونجو ماسامونه
هونجو ماسامونه شمشیر ارزشمندی بود که به شوگون‌های متوالی به ارث رسید و نماینده شوگون‌سالاری توکوگاوا بود. این شمشیر توسط شمشیرساز مشهور ماسامونه (۱۲۶۴–۱۳۴۳) ساخته شد و به عنوان یکی از بهترین شمشیرهای ژاپنی در تاریخ شناخته می‌شود. پس از جنگ جهانی دوم، در دسامبر ۱۹۴۵، توکوگاوا ایه‌ماسا، هفدهمین رهبر خاندان توکوگاوا این شمشیر را به ایستگاه پلیس در میجیرو تحویل داد اما پس از آن شمشیر به طرز مرموزی ناپدید شد.